# Kisarawi
Kisarawi è il principale centro abitato dell'area delle Pugu Hills, in Tanzania, poche decine di chilometri a sudovest di Dar es Salaam. Nella zona di Kisarawi si trova una piantagione di 8200 ettari di piante del genere Jathropa utilizzate per la produzione di biodiesel.